# Johnny Briggs (Schauspieler)
John Ernest „Johnny“ Briggs (* 5. September 1935 in London; † 28. Februar 2021 in Portishead, Somerset) war ein britischer Schauspieler.

## Leben und Wirken

### Herkunft
Johnny Briggs wuchs im Londoner Stadtteil Battersea auf. Nach seinem Schulabschluss absolvierte Briggs ab Anfang der 1950er-Jahre zunächst seinen Militärdienst bei der Royal Navy.

### Schauspielkarriere
Briggs wirkte bereits ab seinem zwölften Lebensjahr als Kinderdarsteller in verschiedenen Filmproduktionen mit. Ab Mitte der 1950er-Jahre absolvierte Briggs dann eine professionelle Schauspielausbildung an einer Schauspielschule in London. Daraufhin wirkte Briggs zunächst an verschiedenen Theaterhäusern als Bühnendarsteller in zahlreichen Theaterstücken mit, wie beispielsweise von William Shakespeare. Als Schauspieler vor der Kamera wirkte Briggs bis zum Jahr 2012 in über 90 Film-und-Fernsehproduktionen mit.

### Rolle als Mike Baldwin
Einem Millionenpublikum im Vereinigten Königreich bekannt wurde Briggs vor allem durch seine Rolle als konservativer Fabrikant Michael „Mike“ Baldwin in der seit dem 9. Dezember 1960 auf ITV laufenden Serie Coronation Street. Diese Rolle verkörperte er mit teils längeren Unterbrechungen insgesamt fast 30 Jahre lang von Oktober 1976 (Folge 1642) bis April 2006 (Folge 6265). Seine Rolle war innerhalb der Serie viele Jahre lang der Erzfeind von Ken Barlow (William Roache). Nachdem sein Charakter Mike Baldwin bereits über längere Zeit hinweg an Demenz erkrankt war, starb er in der Folge vom 7. April 2006 dann den Serientod. Der Ausstieg aus der Serie erfolgte auf Briggs persönlichen Wunsch.

### Privatleben
Johnny Briggs, der jahrzehntelang in Stourbridge wohnte, war zweimal verheiratet und hatte aus beiden Ehen insgesamt drei Töchter und drei Söhne. Briggs starb am 28. Februar 2021 nach längerer Krankheit im Alter von 85 Jahren.

## Filmografie (Auswahl)
- 1947: Die kleinen Detektive
- 1948: Oliver Twist
- 1951: Das Glück kam über Nacht
- 1951: Der wunderbare Flimmerkasten
- 1960: Die letzte Fahrt der Bismarck
- 1962: Rebellion (H.M.S. Defiant)
- 1962: Das Testament des Dr. Mabuse
- 1963: Simon Templar (Fernsehserie, 1 Folge)
- 1964: Die Lederjungen
- 1964: Die Teufelspiraten
- 1964: Kampfgeschwader 633
- 1968: Alles unter Kontrolle – keiner blickt durch (Carry on Up the Khyber)
- 1968: Mit Pistolen fängt man keine Männer (La ragazza con la pistola)
- 1970: The Last Escape
- 1971: Die 2 (Fernsehserie, 1 Folge)
- 1972: Schütze dieses Haus
- 1973: Doctor Who (Fernsehserie, 1 Folge)
- 1975: Der total verrückte Mumienschreck
- 1976: Retter der Nation (Carry On England)
- 1976–2006: Coronation Street (Fernsehserie)
- 1984: The Bill (Fernsehserie, 1 Folge)
- 2007: Agatha Christie’s Marple (Fernsehserie, 1 Folge)
- 2008: Inspector Barnaby (Fernsehserie, 1 Folge)
- 2009: Doctors (Fernsehserie, 1 Folge)